# Thaíde & DJ Hum
Thaíde & DJ Hum, nome artístico de Thaíde (Altair Gonçalves) e DJ Hum (Humberto Martins), foi uma dupla musical brasileira. Se conheceram numa festa em São Paulo, na década de 1980. Humberto era DJ e Thaíde escrevia suas primeiras letras e dançava break. O primeiro trabalho dos dois foi lançado na coletânea Hip-Hop Cultura de Rua (1988), que continha as faixas "Corpo Fechado" e "Homens da Lei". A partir daí, foram marcando seus nomes na cena do hip-hop brasileiro e lançaram vários outros discos. Hoje em dia, a dupla se apresenta em diversos lugares, boates, periferia, e ministram cursos de DJ e de rap. Thaíde fazia parte do grupo Academia Brasileira de Rimas.

## Discografia

### Álbuns de estúdio
- (1989) Pergunte a quem Conhece
- (1990) Hip Hop na Veia
- (1992) Humildade e Coragem são as Nossas Armas para Lutar
- (1994) Brava Gente
- (1995) Afro Brasileiro (single)
- (1996) Preste Atenção
- (2000) Assim Caminha a Humanidade

### Participação em coletâneas
- (1988) Hip-Hop Cultura de Rua
- (1997) O Começo 87/91
- (1997) Rap & Rock de 97
- (1994) Rap & Rock de 94
- (1993) No Major Babes Vol. 1

## Prêmios
| Ano  | Prêmio       | Categoria             | Ref   |
| ---- | ------------ | --------------------- | ----- |
| 2000 | Prêmio Hutúz | Grupo ou Artista Solo | [ 1 ] |